# Jezioro Bledzewskie (koło jeziora Kleśno)
Jezioro Bledzewskie (niem. Vorder See) –  jezioro w Bruździe Zbąszyńskiej, w gminie Bledzew. Jezioro oddzielone jest wąskim pasem zieleni od pobliskiego jeziora Kleśno, w niektórych źródłach oba zbiorniki nazywane są wspólnie jako jezioro Lipawki.